# Xylopia emarginata
Xylopia emarginata är en kirimojaväxtart som beskrevs av Carl Friedrich Philipp von Martius. Xylopia emarginata ingår i släktet Xylopia och familjen kirimojaväxter. Utöver nominatformen finns också underarten X. e. duckei.